# Nadine Angerer
Nadine Angerer (Lohr, 10 de novembro de 1978) é uma futebolista alemã que atua goleira (guarda-redes). Atualmente, Angerer joga pelo Brisbane Roar.

## Carreira
Nadine estreou pela seleção em 1996. Ela virou titular só no Mundial de 2007, e logo fez história ao terminar o torneio sem sofrer nenhum gol, além da defesa de um pênalti batido por Marta na final. Virou capitã após a aposentadoria de Birgit Prinz.
Pela Seleção Alemã feminina conquistou ainda três Euros, campeã mundial em 2003 e 2007. Foi a ganhadora do prêmio FIFA Bola de Ouro 2013, na categoria "melhor jogadora de futebol de 2013".

## Vida pessoal
Em entrevista a revista Zeit em 2010, assumiu ser bissexual.

## Prêmios
- Bola de Ouro da FIFA: 2014